# Тур Жеводан Окситании U19 (женский)
Тур Жеводан Окситании U19 (фр. Tour du Gévaudan Occitanie U19) — женская шоссейная многодневная велогонка, проходящая по территории Франции с 2020 года.

## История
В начале сезона 2019 года организаторы мужской гонки Тур Жеводан Окситании решили отказаться от её проведения и заменить её на две новые гонки — женскую элитную и мужскую юниорскую (U19).
В следующем 2020 году в дополнение к женской элитной гонке создали данную гонку, её юниорскую версию. Она сразу вошла в календарь Кубка наций среди юниорок UCI, став первой французской гонкой в нём.
Дебютное издание 2020 года должно было состоять из пролога и двух этапов. Однако из-за пандемии COVID-19 гонка была отменена. В итоге в первый раз она прошла в 2021 году.
Маршрут гонки состоит из двух этапов в окрестностях города Манда департамента Лозер. Этапы имеют холмистый профиль, а протяжённость их дистанции составляет в районе 70 км.

## Призёры
| Год  | Победитель          | Второй           | Третий              |
| ---- | ------------------- | ---------------- | ------------------- |
| 2021 | Линда Ридманн       | Франческа Барале | Анна ван дер Мейден |
| 2022 | Эглантин Райе       | Жули Бего        | Даниэла Шмидсбергер |
| 2023 | Федерика Вентурелли | Жули Бего        | Хайди Ван Синей     |